# Gyrtona mediolineata
Gyrtona mediolineata là một loài bướm đêm trong họ Noctuidae.